# Regino-Preis
Der Regino-Preis für herausragende Justizberichterstattung ist ein von 2000 bis 2015 jährlich verliehener Journalistenpreis für Reportagen über die Justiz, den Justizalltag, die Beteiligten im Justizgeschehen sowie Prozesse. Vergeben wurde der Journalistenpreis von der Neuen Juristischen Wochenschrift (NJW) und dem Initiator des Preises, dem Koblenzer Strafverteidiger Wolfgang Ferner. Der Preis war mit 750 Euro je Kategorie dotiert. Er wurde 2015 letztmals vergeben.

## Aufgabe und Kriterien
Die Auszeichnung richtete sich an Gerichtsreporter aus allen Medien. Hervorragende Einreichungen wurden jeweils in den Kategorien Printmedien, Rundfunkreportagen, Fernsehreportagen und Neue Medien (Web-Produktionen) prämiert. Die Arbeiten mussten binnen Jahresfrist zwischen dem 1. August und dem 31. Juli des Preisjahres veröffentlicht worden sein.

## Rahmen
Der Preis erinnerte im Namen an Regino, einen mittelalterlichen Abt des Klosters Prüm. Er wurde von dem Rechtsanwalt Wolfgang Ferner ins Leben gerufen und wurde von der NJW unterstützt. Zur Jury gehörten im Jahr 2005 laut Homepage neben Wolfgang Ferner der Journalist Bernhard Toepper vom ZDF, die Leitende Oberstaatsanwältin Becker-Toussaint, zwei Mitglieder von der Redaktion der NJW. Als Schirmherr war der Justizminister des Landes Rheinland-Pfalz beteiligt.
Der am meisten über alles Tagesaktuelle hinausweisende Bestandteil des Regino-Preis-Festakts war die Festrede, die üblicherweise von Prominenten und Richtungsweisenden unter den Gerichtsreportern gehalten wurde. Diese ist nicht zu verwechseln mit der Preisbegründung und Laudatio für die einzelnen Preisträger. Zumeist ging es inhaltlich um Grundlegendes in der Ethik, Praxis und Problematik zeitgenössischer Justiz.

## Preisträger
- 2015 Festvortrag Georgios Gounalakis
  - Print: Thomas Sigmund (Handelsblatt) für Im Namen des Volkes?. In seinem 8-seitigen Beitrag behandelte er die Frage „Wie gerecht ist der Rechtsstaat“.
  - Fernsehen: Dagmar Gallenmüller und Julia Albrecht (Westdeutscher Rundfunk) für Die Folgen der Tat. Die Aufarbeitung des RAF-Attentats von Susanne Albrecht, die an der Ermordung von Jürgen Ponto beteiligt war.
  - Fernsehen: Christoph Weber (ARD) für Akte D – Das Versagen der Nachkriegsjustiz. Die Autorin ging der Frage nach was die deutsche Justiz in den Jahrzehnten der Nachkriegszeit machte und warum so viele NS-Täter weder gefasst noch verurteilt wurden.

- 2014 Festvortrag Wolfgang Hoffmann-Riem, ehemaliger Richter des Bundesverfassungsgerichts
  - Print: Elisabeth Raether und Tanja Stelzer (Die Zeit) für Die Lüge ihres Lebens. Es ging um das Familien- und Justizdrama eines jungen Mädchens und ihres Vaters.
  - Hörfunk: Ina Krauß, Tim Aßmann, Thies Marsen und Matthias Reich (Bayerischer Rundfunk) für ihr Radiofeature  Viele Fragen, wenig Antworten der für gerichtlichen Aufarbeitung der NSU-Morde.
  - Fernsehen: Sigrid Born und Nicole Würth (Saarländischer Rundfunk) für „Achtung Erbschleicher! Der Kampf um Omas Häuschen“, eine 45-minütige TV-Dokumentation.

- 2013 – drei Preisträger, Festrede Tobias Freudenberg, Chefredakteur der NJW
  - Print: Jost Müller-Neuhof (Der Tagesspiegel), die Beobachtung der juristischen/prozessualen und medialen Hintergründe der Beschneidungsdebatte in Deutschland nach dem Urteil des Landgerichts Köln.
  - Hörfunk: David Hecht (Deutschlandfunk), für seinen Beitrag Afrikas Lumpen – Deutschlands Gerechtigkeit.
  - Fernsehen: Alexander Harbi (Stern TV), für seinen Beitrag Der Fall Peggy.

- 2012 – vier Preisträger, Festrede Rechtsanwalt Gernot Lehr
  - Print: Wolfgang Janisch (Süddeutsche Zeitung), für Fast wie im richtigen Leben
  - Fernsehen: Peter Gerhardt und Kamil Taylan (HR), für Das falsche Geständnis des Günther Kaufmann
  - Rundfunk: Heike Borufka (HR), für Der Fall Johanna Bohnacker

- 2011 – sechs Preisträger, Festrede Rechtsanwalt Norbert Gatzweiler
  - Print: Marc Neller (Welt am Sonntag), für Kleines Haus, großer Kampf und Friedrich Caron-Bleiker (Weser Kurier/Bremer Nachrichten), für Komm', hab dich nicht so
  - Fernsehen: Anika Giese, Anna Orth und Robert Bongen (NDR), für Der Kachelmann-Komplex
  - Rundfunk: Margot Overath (MDR), für Verbrannt in Polizeizelle Nummer fünf

- 2009/2010 – drei Preisträger, Festrede Datenschutzexperte Michael Ronellenfitsch
  - Print: Joachim Jahn (Frankfurter Allgemeine Zeitung), für Das war der größte Fehler meines Lebens
  - Fernsehen: Joachim Pohl (ZDF), für Die Würde des Menschen
  - Rundfunk: Gudula Geuther (Deutschlandradio), für Männer und Frauen sind gleichberechtigt

- 2008 – vier Preisträger, Festrede unbekannt
  - Print: Özlem Topçu (freie Journalistin/Hamburger Abendblatt), für Ich warf das Kind vom Balkon
  - Fernsehen: Jutta Pinzler und Dorothea Hohengarten (NDR), für Verdacht Kindesmissbrauch – Der Justizskandal von Worms
  - Rundfunk: Claudia Decker (BR), für Der Mann, der die Flick-Affäre aufdeckte

- 2007 – vier Preisträger, Internet nicht berücksichtigt, Festrede Rechtsanwalt Eberhard Kempf
  - Print: Mario Kaiser (Der Spiegel) für Tod in Camp Delta
  - Fernsehen: Ulrike Angermann und Peter Reichard (ZDF) für Der Mordfall Jakob von Metzler
  - Rundfunk: Annette Wilmes (DeutschlandRadio) für Beschützer oder Komplize?

- 2006 – drei Preisträger, Internet nicht berücksichtigt, Festrede Richterin Gerda Müller
  - Print: Bernd Hauser von Stern, Sie & Er für Ein Volk sitzt zu Gericht
  - Fernsehen: Christel Schmidt (HR) für Familienbande
  - Rundfunk: Horst Meier (Deutschlandfunk) für Feindstrafrecht

- 2005 – fünf Preisträger, Internet nicht berücksichtigt, Festrede Gisela Friedrichsen
  - Print: Nicola de Paoli und Kirsten Bialdiga von der Financial Times Deutschland für Der Mannesmann-Prozess: Im Spannungsfeld zwischen Recht und Moral
  - Hörfunk: Doris Simon (DeutschlandRadio) für Ein Land hält den Atem an: Belgien vor dem Dutroux-Prozess
  - Fernsehen: Samuel Schirmbeck und Henning Burk (HR) für Die Geschichte eines Testfahrers – Der Tag als ich zum Todesraser wurde

- 2004 – entfallen, mit dem Folgejahr zusammengelegt

- 2003 – zweimal Printmedien diesmal, erneut Internet unberücksichtigt, Festrede Sabine Rückert
  - Print: Renate Rauch (Berliner Zeitung) für ihre Kolumne Vor Gericht in der Wochenendausgabe
  - Print: Jeanette Kießling für ihre Gerichtsreportagen-Reihe im Asphalt-Magazin
  - Hörfunk: Peter Lange und Barbara Schmidt-Mattern (Deutschlandfunk) für Als wären sie nicht verfolgt worden (Entschädigungsgesetz)
  - Fernsehen: Uli Schenk (ZDF) für ihren Dokumentarfilm Der Fremde an meinem Tisch über Resozialisierung jugendlicher Straftäter

- 2002 – volle Breite der Medien annähernd realisiert,
  - Print: Cornelia Schwenkenbecher (Monatszeitschrift Das Magazin, Berlin) für ihre Gerichtsreportagen-Kolumne, eingereicht wurde von ihr: Was hat ein Lebenslänglicher zu verlieren?
  - Print: Lorenz Hofstädter (Die Rheinpfalz) für seine Gerichtsreportagenreihe
  - Hörfunk: Petra Klostermann-Groß (Hessischer Rundfunk) für Prozeß gegen jugendliche Erpresser
  - Fernsehen: Bernhard Töpper und Joachim Pohl (ZDF) für ihre Reportage 50 Jahre Bundesverfassungsgericht

- 2001 – Ausweitung auf audio-visuelle Medien angestrebt, Festrede Gerhard Mauz
  - Print: Peter Holenstein (Tages-Anzeiger) für seine Reportage Der Verdacht (Falschverdacht auf sexuellen Missbrauch)
  - Print: Sabine Rückert (Die Zeit) für die Prozess-Berichterstattung zum Reemtsma-Verfahren
  - Fernsehen: Sascha Becker (SWR) Sonderpreis

- 2000 – zu Beginn nur Zeitungsreporter im Blick
  - Print: Jutta Behr-Groh und Gertrud Glössner-Möschk (Fränkischer Tag) für Berichte über das OLG Bamberg
  - Print: Reinhard Breidenbach (Allgemeine Zeitung) für eine Reportage über den Mordprozess Engelmann
  - Print: Jürgen Gückler (Göttinger Tageblatt) für eine Serie über 50 Jahre Grundgesetz